# Альберт (князь Шварцбург-Рудольштадта)
Альберт Шварцбург-Рудольштадтский (нем. Albert von Schwarzburg-Rudolstadt; 30 апреля 1798, Рудольштадт — 26 ноября 1869, Рудольштадт) — князь Шварцбург-Рудольштадта в 1867—1869 годах, представитель дома Шварцбургов.

## Биография
Альберт — второй сын князя Людвига Фридриха II Шварцбург-Рудольштадтского и его супруги Каролины Гессен-Гомбургской. С детства Альберт мечтал о военной карьере, примером для него стал Луи Фердинанд Прусский. Незадолго до смерти отца княжество вступило в Рейнский союз. После смерти Людвига Фридриха регентом при старшем сыне Фридрихе Гюнтере стала его вдова Каролина. В 1810 году Альберт вместе с братом Фридрихом Гюнтером отправился на учёбу в Женеву.
В 1814—1815 годах принц Альберт принимал участие в освободительных войнах против Наполеона и дошёл до Парижа. За свои заслуги был награждён Железным крестом 2-го класса. В 1814 году получил звание лейтенанта прусской армии и служил под началом своего дяди, генерал-лейтенанта Людвига Гессен-Гомбургского. Находясь на военной службе принц Альберт часто бывал при прусском дворе, где познакомился со своей будущей супругой принцессой Августой Луизой, дочерью принца Фридриха Вильгельма Сольмс-Браунфельсского и племянницей короля Пруссии Фридриха Вильгельма III. Их бракосочетание состоялось 27 июля 1827 года во дворце Шёнхаузен. 28 июня 1867 года принц Альберт наследовал своему брату Фридриху Гюнтеру в Шварцбург-Рудольштадте. В начале его правления 1 июля 1867 года вступила в силу конституция Северогерманского союза. 23 октября 1869 года князь распустил ландтаг из-за конфликта, возникшего в связи с планируемым повышением размера налогов.
Альберт имел звание генерала кавалерии в прусской армии и с 22 марта 1869 года являлся шефом 7-го драгунского полка имени генерал-фельдмаршала принца Леопольда Баварского.

## Потомки
В семье Альберта и Августы родилось четверо детей:
- Карл (1828)
- Елизавета (1833—1896), замужем за князем Леопольдом III Липпским (1821—1875)
- Георг Альберт (1838—1890), 9-й князь Шварцбург-Рудольштадта
- Эрнст Генрих (1848)